# Марион Котијар
Марион Котијар (фр. Marion Cotillard, рођена 30. септембра 1975. у Паризу) француска је глумица, певачица, еколошка активисткиња и портпаролка организације Гринпис.
Котијарова је филмску каријеру започела улогама у француским остварењима средином деведесетих, а пажњу јавности у родној земљи привукла је улогом Лили Бертино у филму Такси Лика Бесона, коју је тумачила и у следећа два наставка филма. Такси 3 је премијерно приказан 2003, а Котијарова је исте године први пут наступила у филму на енглеском језику (Крупна риба) и остварила прву значајну главну улогу у љубавној драми Дечје игрице. Из тог периода такође се истичу филмови Невиност и Веридба је дуго трајала, за који је освојила награду Цезар за најбољу глумицу у споредној улози.
До преокрета у њеној каријери долази 2007. са улогом француске певачице Едит Пијаф у биографској музичкој драми Живот у ружичастом, која јој је донела награде Оскар, БАФТА, Златни глобус и Цезар за најбољу глумицу у главној улози. Након успеха са овим остварењем, Котијарова је 2009. године тумачила улоге у два холивудска филма - криминалистичкој драми Државни непријатељи и мјузиклу Девет, који јој је донео номинацију за Златни глобус за најбољу глумицу у споредној улози. Потом је наступила у филмовима Почетак и Успон мрачног витеза Кристофера Нолана, који су тренутно њени најкомерцијалнији пројекти по којима је позната широј публици.
Године 2011. играла је значајне споредне улоге у критички успешним филмовима Поноћ у Паризу и Зараза. Њена изведба у француској драми Рђа и кост из 2012. наишла је на одличан пријем код критичара и донела јој бројне европске филмске награде за најбољу глумицу у главној улози, као и номинације за Златни глобус, БАФТУ, Цезара и награде Удружења глумаца и Удружења филмских критичара. Критичари су такође позитивно оценили њене изведбе у филмовима Мрачне улице Менхетна из 2013. и Два дана, једна ноћ из 2014. који су премијерно приказани на Филмском фестивалу у Кану. Други филм донео јој је награде неколико удружења филмских критичара и још једну номинацију за Оскара.
Котијарова је од 2008. заштитно лице линије елегантних ташни модне марке Lady Dior и појавила се на више од 200 насловних страна бројних модних часописа, укључујући Вог, Ел, Мари Клер, Харперс базар, Венити фер и Мадам Фигаро. У септембру 2012. нашла се на насловници првог издања Диор магазина.
Њени филмови су на биоскопским благајнама широм света зарадили преко 2,6 милијарди долара, што јој је обезбедило титулу најпрофитабилније француске глумице 21. века.

## Детињство
Марион Котијар, рођена у Паризу, одрасла је у околини Орлеана (департман Лоаре) у уметнички настројеном, „енергичном и креативном домаћинству.“ Њен отац Жан-Клод Котијар је глумац, учитељ, некадашњи пантомимичар, режисер и добитник награде Молијер, која је француски еквивалент Тонију. Њена мајка Нисима Тејло такође је глумица и професорка драме. Котијарова има два млађа брата близанца - Квентина који се бави вајарством и Гијома, који је сценариста и режисер. За глуму се заинтересовала током детињства, а прву улогу остварила је у једној од позоришних представа свог оца.

## Глумачка каријера

### 1993—2002: Глумачки почеци у Француској
Котијарова је глумачку каријеру започела наступајући у позоришту, а затим је почетком деведесетих играла епизодне улоге у неколико телевизијских серија, међу којима се истиче Горштак. Филмској каријери посветила се средином деведесетих малим, али упечатљивима улогама у филмовима Мој сексуални живот, Зелена планета и Клое из 1996. у коме игра тинејџерку која је након бекства од куће приморана да се бави проституцијом. До преокрета у њеној каријери дошло је са филмским серијалом Такси, који важи за једну од најпрофитабилнијих франшиза у историји француске кинематографије. Котијарова је у прва три дела филма тумачила улогу Лили Бертино, девојке главног лика Данијела, а њена изведба наишла је на позитивне реакције критичара, донела јој номинацију за награду Цезар за глумицу која највише обећава и велику популарност у родној земљи. Котијарова је касније признала да јој није било лако да се носи са изненадном славом: „Било је помало чудно - била сам млада и нисам ништа знала. Због тога сам се суочила са стварима на свој начин, у свом ритму, који је прилично спор.“
Године 1999. наступила је у швајцарској ратној драми Рат у планини, за коју је освојила награду за најбољу глумицу на Филмском фестивалу у Отрону. Такође се појавила у пост-апокалиптичном трилеру Фурија, а режисер Александар Ажа је прокоментарисао да „све оно што је добро у филму дугује њој.“ Како би се припремила за улогу девојке која је дуго била у коми у драми Изненада у Америци, Котијарова је неко време провела у инвалидским колицима и водила темељно истраживање. Потом је 2001. играла млађу верзију главног лика у филму Лиза са Жаном Моро у насловној улози. Исте године наступила је у драми Лепе ствари, у којој је играла две веома различите близнакиње Луси и Мари и поново била номинована за награду Цезар за своју изведбу. Наредне године тумачила је улогу мистериозне Кларис, најбоље пријатељице главне јунакиње у драми Приватна афера.

### 2003—2006: Прве улоге у Холивуду
Иако је захваљујући успеху Таксија уживала велику популарност у Француској, Котијарова није била задовољна правцем у коме је кренула њена каријера и осећала је да јој улоге које добија не пружају простор за напредак. Са 27 година размишљала је о томе да напусти глуму и почне да ради за Гринпис јер „није желела да постане огорчена чекајући да се нешто деси“ и „ради одређене ствари само због новца, јер страст не би требало да функционише на тај начин.“ Одустала је од ове идеје након што јој је Тим Бертон понудио улогу у филму Крупна риба и ову одлуку образложила је речима: „Овај пројекат није био само оно о чему сам сањала, већ много више од тога. Рекла сам себи: 'Желела си да напустиш глуму, али ово је нешто што те испуњава, тако да би требало да поново размислиш.'“ Котијарова је у тумачила улогу Џозефине Блум, која са супругом Вилијамом одлази у посету његовом оцу, који на самрти покушава да поправи однос са својим отуђеним сином. Ово је био њен први филм на енглеском језику, у коме је наступила раме уз раме са познатим холивудским глумцима укључујући Јуана Макгрегора, Алберта Финија и Џесику Ланг. У то време Котијарова је такође тумачила улогу Софи Ковалски, ћерке пољских имиграната у љубавном филму Дечје игрице у коме је наступила уз Гијома Канеа. Ово је била њена прва значајнија главна улога и упркос лошим реакцијама критичара на сам филм, њена изведба је углавном наишла на позитивне коментаре.
Године 2004. наступила је у два филма који су нашили на добар пријем код критичара - мистериозној драми о одрастању Невиност и ратној љубавној драми Веридба је дуго трајала Жан-Пјера Женеа. У другом филму тумачила је улогу немилосрдне осветнице Тине Ломбарди и за своју изведбу освојила награду Цезар за најбољу глумицу у споредној улози. Иако је провела свега осам минута на филмском екрану, Котијарова је у више наврата изјавила да је овај пројекат имао пресудан утицај на даљи ток њене каријере. Пре снимања овог филма осећала је да је не уважавају довољно и виде само као комерцијалну глумицу, али овом улогом „променила је начин на који су је филмски продуценти посматрали.“
Године 2005. наступила је у шест филмова, међу којима се истичу религијска драма Мери у којој је наступила уз Жилијет Бинош и Фореста Витакера, трилер Црна кутија и комедије Љубав је у ваздуху. Године 2006. појавила се у четири филма, укључјући њен други холивудски пројекат - романтичну драму Добра година Ридлија Скота са Раселом Кроуом, у којој је тумачила улогу Фани Шенал, власнице кафића у малом градићу у Прованси. Исте године наступила је у белгијској комедији Разметљивац и научила да свира виолончело за потребе снимања сатиричне романтичне комедије Ти и ја.

### 2007: Живот у ружичастом
Редитељ Оливје Дан је поверио Котијаровој улогу француске певачице Едит Пијаф у биографском филму Живот у ружичастом. Гледајући неке од њених претходних филмова, Дан је увидео да Котијарова поседује „драмски таленат неопходан за ову улогу, какав има мали број глумица.“ Иако је није лично упознао, написао је сценарио са њом на уму јер је у њеним очима приметио велику сличност са Пијафовом из млађих дана. Продуцент Ален Голдман се сложио са његовом одлуком и бранио избор пред дистрибутерима филма, који су смањили буџет јер су сматрали да Котијарова није довољно профитабилна глумица. Филм је након премијере наишао на добар пријем код критичара и постао трећи најпрофитабилнији француски филм у САД од 1980. године (након филмова Чудесна судбина Амелије Пулен и Пакт са вуковима).

## Филмографија
| Улоге Марион Котијар |                                       |               |                            |                 |
| Година               | Српски назив                          | Изворни назив | Улога                      | Напомена        |
| 1994.                | Прича о дечаку који је желео пољубац  |               | Матилда                    |                 |
| 1996.                | Мој сексуални живот                   |               | студенткиња                | Енглески назив: |
| 1996.                | Клое                                  |               | Клое                       |                 |
| 1996.                | Зелена планета                        |               | медицинска сестра          |                 |
| 1998.                | Такси                                 |               | Лили Бертино               |                 |
| 1999.                | Рат у планини                         |               | Жили Бонзон                | Енглески назив: |
| 1999.                | Фурија                                |               | Елија                      |                 |
| 1999.                | Изненада у Америци                    |               | Соланж                     | Енглески назив: |
| 2000.                | Такси 2                               |               | Лили Бертино               |                 |
| 2001.                | Лиза                                  |               | млада Лиза                 |                 |
| 2001.                | Лепе ствари                           |               | Мари/Луси                  | Енглески назив: |
| 2002.                | Приватна афера                        |               | Кларис Антован             | Енглески назив: |
| 2003.                | Такси 3                               |               | Лили Бертино               |                 |
| 2003.                | Дечје игрице                          |               | Софи Ковалски              | Енглески назив: |
| 2003.                | Крупна риба                           |               | Жозефин Блум               |                 |
| 2004.                | Невиност                              |               | госпођица Ева              |                 |
| 2004.                | Веридба је дуго трајала               |               | Тина Ломбарди              | Енглески назив: |
| 2005.                | Кавалкада                             |               | Ализе                      |                 |
| 2005.                | Љубав је у ваздуху                    |               | Алис                       | Енглески назив: |
| 2005.                | Мери                                  |               | Гречен Мол                 |                 |
| 2005.                | Сагорео                               |               | Лиза                       | Енглески назив: |
| 2005.                | Црна кутија                           |               | Изабел Кригер/Алис         | Енглески назив: |
| 2005.                | Еди                                   |               | Селин                      |                 |
| 2006.                | Ти и ја                               |               | Лена                       | Енглески назив: |
| 2006.                | Разметљивац                           |               | Надин                      |                 |
| 2006.                | Фер плеј                              |               | Никол                      |                 |
| 2006.                | Добра година                          |               | Фани Шенал                 |                 |
| 2007.                | Живот у ружичастом                    |La Vie en rose или La Môme          | Едит Пијаф                 |                 |
| 2009.                | Државни непријатељи                   |               | Били Фрешет                |                 |
| 2009.                | Последњи лет                          |               | Мари Валијер де Бомонт     | Енглески назив: |
| 2009.                | Девет                                 |               | Лујза Контини              |                 |
| 2009.                | Свет океана                           |               | нараторка                  | документарац    |
| 2010.                | Почетак                               |               | Малори „Мал“ Коб           |                 |
| 2010.                | Мале беле лажи                        |               | Мари                       | Енглески назив: |
| 2011.                | Поноћ у Паризу                        |               | Адријана                   |                 |
| 2011.                | Зараза                                |               | др Леонора Орантес         |                 |
| 2012.                | Рђа и кост                            |               | Стефани                    | Енглески назив: |
| 2012.                | Успон мрачног витеза                  |               | Миранда Тејт/Талија ал Гул |                 |
| 2013.                | Мрачне улице Менхетна                 |               | Ева Кибалски               |                 |
| 2013.                | Крвне везе                            |               | Моника                     |                 |
| 2013.                | Спикер 2: Легенда се наставља         |               | канадска водитељка         | камео           |
| 2014.                | Наша Земља                            |               | нараторка                  | документарац    |
| 2014.                | Два дана, једна ноћ                   |               | Сандра                     | Енглески назив: |
| 2014.                | Јединство                             |               | нараторка                  | документарац    |
| 2015.                | Магбет                                |               | Леди Магбет                | пост-продукција |
| 2015.                | Мали принц                            |               | Ружа (глас)                | пост-продукција |
| 2016.                | Савезници                             |               | Маријен Босејжур           |                 |
| 2016.                | Assassin's Creed                      |               | Софија Рикин               |                 |
| 2023.                | Астерикс и Обеликс: Средње краљевство |               | Клеопатра VII              |                 |